# Abram Neiman
Abram Neiman, né le 5 mai 1893 à Orhei (Empire russe) et mort le 7 juillet 1967 à Neuilly-sur-Seine, est un inventeur et industriel français d'origine moldave, installé en Allemagne puis en France.
Il est connu principalement pour l'invention qui porte son nom, le neiman, un système de protection antivol par blocage de la colonne de direction dans les véhicules automobiles.

## Biographie
Né à Orhei, aujourd'hui en Moldavie, dans une famille juive dont le père est libraire, il doit fuir en 1912 la Russie, où le numerus clausus à l'égard des Juifs lui interdit les études universitaires. Il s'établit à Toulouse, mais décide de retourner voir sa famille à l'été 1914. Citoyen russe, il est arrêté en Allemagne et interné jusqu'en 1918. Pendant son séjour forcé, il découvre l'industrie automobile.
Après quatre ans en Bessarabie devenue roumaine (comme lui), il s'installe en Allemagne en 1922 et y trouve un travail de réparateur de machines-outils. Il découvre alors les plaisirs de la moto, dont il améliore la suspension avant. Il remporte quelques compétitions de motocyclisme. Le vol de sa moto lui fait réfléchir à un mécanisme de protection : c'est l'occasion du développement du neiman.
En 1934, il participe au développement de la trois roues Stromer de Framo (de) de 200 cm3.
Il doit fuir l'Allemagne pour la France en 1938, après la nuit de Cristal. En France, en zone libre, sa nationalité roumaine le protège quelque temps des rafles, mais à partir de novembre 1942, il doit vivre de cachette en cachette alors que ses parents disparaissent dans la Shoah.
Après la guerre, il rachète la société Simplex puis, en 1950, la société Klaxon. En 1965, Neiman emploie 350 personnes, fabrique 5 000 antivols par jour et 15 000 barillets de serrure pour carrosserie.